# ارنست لایتس یکم
ارنست لایتس یکم زادهٔ ۲۶ آوریل ۱۸۴۳ در زولتسبورگ در ایالت بادن-وورتمبرگ آلمان و درگذشته در ۱۲ سپتامبر ۱۹۲۰ در  سولوتورن سوئیس می‌باشد. او بنیانگذار شرکت لایتس در شهر وتسلار آلمان بوده که این شرکت بعدها به  لایکا مایکرو سیستمز تغییر نام داد. او در اواخر عمرش در حالی که از رویدادهای جنگ جهانی اول خسته و دل شکسته شده بود به جنوب آلمان و سوئیس رفته و یکبار دیگر از شهرهایی که کودکی و جوانی خود را در آنها سپری کرده بود دیدن کرد و سرانجام در سنّ ۷۷ سالگی در سوئیس درگذشت. کار او را بعد از وی پسر دوّمش ارنست لایتس دوم ادامه داد.

## منبع
- مشارکت‌کنندگان ویکی‌پدیا. «Ernst Leitz senior». در دانشنامهٔ ویکی‌پدیای آلمانی .